# Matt Skiba
Matthew Thomas Skiba, más conocido como Matt Skiba, nació el 24 de febrero de 1976 en Chicago, Estados Unidos y es conocido por ser el cantante y guitarrista principal de Alkaline Trio. En 2006 creó un proyecto paralelo a Alkaline, llamado Heavens. En 2011 forma Matt Skiba and the Sekrets junto a Hunter Burgan de AFI y Jarrod Alexander de My Chemical Romance. En 2015, entro a la banda blink-182 para reemplazar a Tom DeLonge en guitarra y voz principal, puesto en el que estuvo hasta 2022, cuando DeLonge volvio a la banda.

## Biografía
Durante su adolescencia trabajó como repartidor con su bicicleta y, originalmente, tocaba la batería en grupos locales como Jerkwater o The Traitors.
En 1996 decidió dejar la escuela de arte, Columbia College de Chicago, donde estudiaba para formar Alkaline Trio, junto con Rob Doran y Glenn Porter. Skiba es, actualmente, el único miembro original del trío que queda en Alkaline. Además, suyos fueron los galones, durante la primera demo y el Sundials EP, de las voces y la composición de los temas de la banda, hasta que Dan Andriano sustituyó a Rob Doran. Con la entrada de Andriano, ambos comparten la faceta creativa de Alkaline y las voces, alternándose a menudo en las canciones o cantándolas de principio a fin.

### Proyectos personales
Poco antes del lanzamiento de Good Mourning, el quinto álbum de la banda, Skiba grabó un EP en solitario junto a Kevin Seconds, líder de 7 Seconds, banda de hardcore punk originaria de Reno, Nevada. También contribuyó en el recopilatorio de Fat Wreck Chords, Protect: A Benefit For The National Association To Protect Children, con la canción "Demons Away".
Fuera de su banda tiene un proyecto paralelo en un grupo llamado Heavens, junto con el bajista de la banda F-Minus, Josh Steinbrick. Lanzaron su primer disco en septiembre de 2006, Patent Pending" mediante Epitaph Records. Otra colaboración en solitario la realizó con Chuck Ragan, de Hot Water Music, con quienes grabaron otro split en 2002.

## Vida personal
Skiba es vegetariano y miembro de la Iglesia de Satán, aunque se define a sí mismo como agnóstico. Skiba, reconoce que "muchos chicos que vienen a nuestros conciertos nos preguntan que por qué odiamos a Jesús. Nosotros no odiamos a Jesús. Sólo pensamos que la religión es algo ridículo, y es (la religión) algo muy popular, pero eso no significa que tengamos que estar de acuerdo con ello. No tenemos nada contra la gente creyente."
También destaca que antes de grabar Crimson pensaban llamarlo Church and Destroy. Pero en la Pepperdine University, una universidad cristiana que tiene su propia emisora de radio, le dijeron a Skiba que no pondrían su música si titulaban así su nuevo disco. Y es que, con anterioridad, la universidad había pinchado habitualmente canciones de la banda. Durante la grabación del mismo, Matt se rompió el brazo izquierdo practicando skateboarding, tal y como se puede comprobar en algunas de las imágenes promocionales de entonces. La frase "God bless catastrophe", del tema Mercy me, hace referencia a ello.
"Mi atracción por la Iglesia de Satán... es lo mismo que me inició con el punk rock. Es algo que no es muy popular y es contrario a la cultura mainstream y sus creencias".
Mantuvo una relación con Monica Parker, con quien se casó el 7 de agosto de 2005. Se divorciaron poco antes de que This Addiction saliera a la luz.
Skiba apareció en uno de los capítulos de la serie de televisión LA Ink, protagonizada por la explosiva tatuadora mexicana Kat Von D. Skiba visita la tienda de Kat para hacerse un tatuaje en el que puede leerse "Hello Cleveland!" (en referencia a una anécdota de la banda en esa ciudad).

## Discografía
Con Alkaline Trio
- Goddamnit (1998)
- Maybe I'll Catch Fire (2000)
- From Here to Infirmary (2001)
- Good Mourning (2003)
- Crimson (2005)
- Agony & Irony (2008)
- This Addiction (2010)
- Damnesia (2011)
- My Shame Is True (2013)
- Is This Thing Cursed? (2018)
- Blood, Hair, And Eyeballs (2024)

Con blink-182
- California (2016)
- Nine (2019)

Con Heavens
- Patent Pending (2006)